# 簡易保険
簡易保険（かんいほけん、Postal Insurance）
1. 2007年10月1日に実施された郵政民営化以前に、日本政府・日本郵政公社が行っていた生命保険事業のこと。正式名称は「簡易生命保険」であり、通称「簡保（かんぽ）」。民営化前には「Kampo」とローマ字表記することも多かった。簡易生命保険法によって規定されていた。
2. 郵政民営化以前に契約され、日本政府による保証を継続させるため、かんぽ生命保険に承継されず「独立行政法人郵便貯金簡易生命保険管理・郵便局ネットワーク支援機構（郵政管理・支援機構）」に承継された簡易生命保険契約のこと。

2007年10月の民営化以降についてはかんぽ生命保険を参照。

## 概要
1916年10月1日に当時の逓信省（後の郵政省→総務省郵政事業庁→日本郵政公社）によって創設された。販売チャネルは営業職員（外交員）と郵便局の窓口である。
加入に際して医師の診断や職業上の制約がなかったため、「簡易保険」という名がついていた。民間の保険への加入が難しいスタントマンや暴力団関係者など危険度の高いとされる職業の人でも加入が可能だった。ただし、加入に際する制約が少ない分、契約可能な保険金は一般生命保険に比べて低く抑えられていた。また、加入限度額も年齢により700万円から1,300万円と規定されていた。
また、簡易保険は簡易生命保険法によって規定されていたため、保険業法で取り扱っている通常の生命保険と違い、様々な特典（公的サービス）があった。時効期間の違い（3年と5年）などの細かな違いもあったが、中でも特徴的だったのが「倍額保障」と「非常取り扱い」であった。
簡易保険のうち年金保険型商品は、当初は簡易保険とは別制度の「郵便年金」（郵便年金法1926年3月30日公布、10月1日施行）として1926年10月1日に開始されたが、1991年4月1日に簡易保険の中の年金保険という位置づけに制度を改め、「郵便年金」という名称は廃止された。これは年金付保険という両制度にまたがる複合型商品を開発するため、単一の制度に統合したものである。
厚生省が1938年1月11日に新設されたことに伴い、簡易保険（および当時の郵便年金）は、厚生省の保険院が経営管理を行うことになり業務が移管され、契約募集、周知宣伝、資金運用などの第一線業務のみが引き続き逓信省に残存することになった。しかし、両省にまたがることで事務的に不効率な面も見られたため、1942年11月1日に行政簡素化の一環として、経営管理の事務が逓信省に返還された。
郵政民営化に伴い、2007年9月30日付けで簡易生命保険の新規加入受付を終了した。郵政民営化以後は保険業法に基づく民間の生命保険（政府保証無し）を扱うことになり、翌10月1日付けで設立済の準備会社「株式会社かんぽ」が「株式会社かんぽ生命保険」に社名変更し、同社が設計した生命保険商品（商品性は簡易生命保険を踏襲）を支店（法人営業拠点）および保険代理店である郵便局（日本郵便）で募集・諸手続の受付が行われるようになっている。また、従来の簡易生命保険は政府保証を継続させるため、同日付けで日本郵政公社から独立行政法人郵便貯金・簡易生命保険管理機構（現：郵便貯金簡易生命保険管理・郵便局ネットワーク支援機構）に契約移転されており、郵便局が機構代理店として保険金請求・契約者貸付など諸手続の受付を行っている。

## 特徴的なサービス

### 倍額保障
倍額保障とは、加入から1年6か月経過後に不慮の事故や災害、あるいは食中毒など約款に指定された特定感染症による死亡の場合に、養老保険では満期保険金相当額、終身保険・定期保険では死亡保険金相当額を倍額死亡保険金として上乗せ保障される制度であり、いわゆる民間保険会社の「災害割増特約」が、主契約に自動付帯されているのと同様の仕組みになっていた。倍額保障制度はかんぽ生命の商品においても継承された。

### 非常取り扱い
非常取り扱いについては、各種災害時（阪神・中越・福岡県西方沖等地震災害・豪雨台風等）あるいはJR福知山線脱線事故のような際に執り行われ、
具体的には、
- 「保険料の払込みが困難な場合、3か月の範囲内で払込みを延伸」
- 「罹災により保険証書等がなくても一定の範囲内で金額を貸出、あるいは前納払込みの取消しによる保険料等の返還、さらには死亡保険金の即時払い」
- 「罹災により印章がなくても、拇（ぼ）印で取扱」

などがあり、他にも「スペースポスト号」の派遣による局舎が機能しない際の対応もあった。
尼崎列車事故時は近畿2府4県で取り扱われ、死亡診断書、倍額調書等無しに、新聞記事で家族が亡くなったことが確認できれば、即座に死亡保険金+倍額保険金が支払われた。

### 福利厚生
福利厚生の施設として次のような施設が開設された。
- 簡易保険健康相談所（1922年から開設）[1]
  - 簡易保険被保険者の健康相談や巡回看護を行う施設として1922年（大正11年）に逓信局所在地7か所に設置[2]。
  - 第二次世界大戦下、保健所の整備が遅れていたため厚生省は逓信省の合意を得て簡易保険健康相談所を保健所に統合した[2]。
- 簡易保険診療所（1954年10月から開設）[1]
- 簡易保険加入者ホーム（1955年10月から開設）[1]
  - のちに「かんぽの宿」に統合
- 簡易保険保養センター（1963年12月から開設）[1]
  - 「かんぽの宿」参照。
- 簡易保険レクセンター（1969年7月から開設）[1]
- 簡易保険会館（1973年12月から開設）[1]
  - 東京簡易保険会館（1982年4月1日開館、ゆうぽうと参照）など。
- 簡易保険キャンプセンター（1976年7月から開設）[1]
- 簡易保険総合レクセンター（1976年10月から開設）[1]
- 簡易保険総合健診センター（1986年6月から開設）[1]
- 介護機能付き終身利用型簡易保険加入者ホーム「カーサ・デ・かんぽ浦安」（1991年7月開設）[1]
  - 2007年7月に社会福祉法人聖隷福祉事業団が移譲先として選ばれ「浦安エデンの園」となっている[3]。
- 簡易保険総合健康増進センター「ラフレさいたま」（2000年9月開設）[1]

### 簡保旅行友の会
旧郵政省時代には一部の普通郵便局で保険料団体割引制度を利用した「旅行友の会」という制度があった。これは、郵便局が定める会員募集期間内に郵便局が定める月額保険料（掛け金）以上の簡易保険に加入するだけで10年間に数回の旅行と年1回または2回のふるさと小包の頒布を受けられるサービスであった。旅行・ふるさと小包のサービス内容・会員募集期間については郵便局によってまちまちであり、旅行友の会制度がなかった普通郵便局もあった。旅行友の会の他に観劇友の会というものもあった。

### 遺族制度
死亡保険金について、保険金受取人を指定しない場合あるいは指定していた保険金受取人が死亡している場合は、旧簡易生命保険法55条2項所定の遺族に支払われ、遺族が存在しない場合は、死亡保険金は支払われない。遺族は、被保険者の配偶者（内縁を含む。）、子、父母、孫、祖父母、兄弟姉妹、被保険者の扶助によって生計を維持していた者、被保険者の生計を扶養していた者であり、順位は先に並べた順序である。
通常の生命保険の場合は、契約時に保険金受取人を指定しなければ加入できず、また指定した保険金受取人が死亡していた場合は保険金受取人の法定相続人が保険金受取人とされているのとは異なった取り扱いがされている。また、民営化後のかんぽ契約では遺族が存在しない場合は、第9順位として保険金受取人の法定相続人とされることになるが、民営化前の簡易生命保険の場合は他の加入者への配当原資に回され保険金は支給されないことになるので、注意を要する。

## 主な商品
- 普通終身保険（ながいきくん、ながいきくんばらんす型）
- 特別終身保険（ながいきくんおたのしみ型）
- 介護付終身保険（シルバー保険）
- 普通養老保険（はあとふるプラン→フリープラン）
- 特別養老保険（はあとふるプラン→フリープラン）
- 特定養老保険（一病壮健プラン）
- 生存保険金付養老保険（ナイスプラン・ニューナイスプラン）
- 学資保険
- 育英年金付学資保険
- 成人保険
- 夫婦保険
- 普通定期保険
- 終身年金保険
- 夫婦年金保険
- 定期年金保険
- 終身年金保険付終身保険（トータルプラン　しあわせ）
- 夫婦年金保険付夫婦保険（トータルプラン　ふうふ）
- 財形保険

### 特約
基本契約に付加できる特約については、加入した時期により第1種疾病傷害特約・第2種疾病傷害特約・災害特約・介護特約（シルバー保険のみ付加可）・疾病入院特約・健康祝金付疾病入院特約・傷害入院特約・疾病傷害入院特約・健康祝金付疾病傷害入院特約があった。入院保障については1987年9月以前に加入した保険については疾病は20日、傷害は5日以上の入院で入院初日から支払であったが1987年9月以降から民営化までに加入した保険については疾病・傷害ともに5日以上の入院で支払いとなったが入院初日から4日間は免責となる制度に改められた。
特約のみの契約や基本契約（死亡保険金）を上回る特約の付加はできない。入院1日15,000円の保障を受けるためには基本契約1,000万円に入院特約1,000万円を付加して契約しなければならず、保険料（掛け金）は契約する保険商品の加入年齢毎に設定された保険料の最高額の負担が必要であった。この制度はかんぽ生命保険に引き継がれた。

## マスコットキャラクター
国営時代の簡易保険のキャラクターはカンガルーであった。有袋類であるカンガルーに、子供をあたたかく育てるイメージを見出し、キャラクターになった。2003年の日本郵政公社設立を機にモデルチェンジした。愛称は「カンちゃん」。男の子と女の子どちらも「カンちゃん」であった。郵政民営化により「カンちゃん」は日本郵政グループでは「使用不可」となった。
なお、知名度が郵便貯金のキャラクターだった「ユウちゃん・アイちゃん」より低かったためか、まれにウェブサイトなどで、「カンちゃん」を「ユウちゃん・アイちゃん」と、または男の子の方は「カンちゃん」で正しいが、女の子の方を「アイちゃん」と誤って紹介されていたことがあった。
他に、ラジオ体操のマスコットキャラクター「ラジオ体操坊や」（ラタ坊）が存在する（佃公彦作）。ラジオ体操の啓発活動は郵政民営化後はかんぽ生命保険が引き継ぎ、ラタ坊は引き続き使用されている。2008年の郵便事業株式会社が発行する暑中見舞はがき（かもめ～る）のデザインにも採用された。
2006年から民営化実施までの間、簡易保険創業90周年を記念して、青丸に90とAnniversaryをあしらった「キュートくん」がCMなどで使用されていた。

## イメージキャラクター
簡保のイメージキャラクターとして一時期、トミーズ・酒井法子・中村橋之助・唐沢寿明が起用されCMはもちろん郵便局掲示のポスターや販促物品に使用されていた。

## ロゴマークの変遷
前述の「Kampo」のロゴマークは、2006年には「明日への一歩　Kampo」とキャッチコピーが追加され、創業90周年を機に右向き矢印囲みに「明日への一歩　Kampo」に改められた。

## 不祥事

### 1938年の不祥事
1938年、福島県蓬田村の郵便局保険勧誘員らが詐欺容疑で逮捕。村では有力者が病弱者や病臥者に承諾を得ないまま簡易保険をかけ、死亡時に受け取ることが常態化しており、勧誘員は被保険者が健康ではない状態を黙過して契約を結んでいた。

### 2007年の不祥事
日本郵政公社は民営化前の2007年6月1日に監督官庁である総務省より簡易保険の不正契約（郵政では不正契約および職員による公金横領等の内部犯罪を総じて不祥事件と呼んでいる）是正についての行政指導、7月30日には不正契約多発を受け、業績評価「D評価（目標を大幅に下回っている）」を受けた。公社のホームページ（現在は日本郵政のホームページから閲覧可能）の報道発表資料によると1年間に多数の職員が保険不適正募集で懲戒処分を受けている。一部報道では郵便局ぐるみで大量の不正契約が発覚するなど局目標・保険営業職員に対する個人目標という名の過酷なノルマの達成や成績欲しさが不正契約の背景とされている。不正契約の例として被保険者に面接していない無面接契約などがあるが、心当たりのある簡易保険利用者は郵政管理・支援機構の受託業者であるかんぽ生命保険の支店・郵便局・かんぽコールセンターまたは地域の消費生活センターに申し出るとよい（不正契約と確認できた場合、基本的に契約そのものが無効となるので既に納めた掛け金は全額返還されるが、保険金を受け取った場合は無効とならない場合もある）。
2007年10月の民営化以降の不祥事についてはかんぽ生命保険を参照。

## 過去の提供番組
TV番組
- 世界とんでも!?ヒストリー（テレビ朝日系）
- 金曜ロードショー（日本テレビ系）
- ニッポン旅×旅ショー（読売テレビ制作・日本テレビ系）
- 健康クイズ（テレビ東京→フジテレビ系）
- ヘルシークッキング（フジテレビ系）
- 脳内エステ IQサプリ（フジテレビ系）

ラジオ番組
- Kampo アーバン・ウィークエンド

## 小児保険
1931年より、かつて行なわれていた満3歳以上、12歳未満の者を被保険者とする簡易生命保険である。逓信省によって実施された。保険契約者は、被保険者の実父母、養父母、実祖父母、実兄姉に限られる。契約の種類は、15年満期と20年満期の2種である。保険料は、月払いで1円、50銭、30銭の3種である。保険金額は、被保険者が12歳未満で死亡した場合はその死亡時の年齢に応じ差等を設け、12歳に達したのちは差等なしに、保険料1円払いの20年満期にたいして276円ないし260円、同じく15年満期にたいして190円ないし186円である。被保険者死亡の場合の保険金額の支払いは、被保険者が災害または伝染病により死亡したときは所定の金額を支払い、その他の原因による死亡にたいしては契約後1年内であれば払込保険料と同額を、1年半内であるときは12歳に達したときの保険金の半額を支払う。ただしその額が死亡時の年齢にたいする保険金額より多い場合は死亡時の年齢にたいする保険金額を支払う。被保険者は、簡易保険健康相談所で無料で健康相談または巡回看護を受けることができる。